# نیمرود آنتال
نیمرود آنتال (به مجاری: Antal Nimród) زادهٔ ۳۰ نوامبر ۱۹۷۳ کارگردان، فیلم‌نامه‌نویس و هنرپیشهٔ آمریکایی-مجار است. وی تاکنون، هم در مجارستان و هم در هالیوود فعالیت داشته‌است.

## زندگی و حرفه
آنتال در لس آنجلس، کالیفرنیا از والدینی با اصالت مجاری متولد شد. در سال ۱۹۹۱، طبق توصیهٔ پدرش به مجارستان رفت تا در آکادمی فیلم مجارستان تحصیل کند. پس از فارغ‌التحصیل شدن، شروع به کار در صنعت فیلم و تلویزیون کرد. در سال ۲۰۰۵ به لس آنجلس بازگشت و کارش را در سینما و تلویزیون در هالیوود ادامه داد.
وی فیلم مجاری‌زبان کنترل را نوشت و کارگردانی کرد که برندهٔ جوایز متعددی ازجمله جایزهٔ اصلی جشنواره بین‌المللی فیلم شیکاگو شد. این فیلم در متروی بوداپست رخ می‌دهد. کنترل اشاره به فعالیت بازرسان کنترل بلیط دارد. اولین فیلم بلند آمریکایی آنتال اتاق خالی با بازی کیت بکینسیل و لوک ویلسون بود که در تاریخ ۲۰ آوریل ۲۰۰۷ منتشر شد. زره‌دار، دومین فیلم آمریکاییِ او، در دسامبر ۲۰۰۹ منتشر شد. رابرت رودریگز، یکی از تهیه‌کنندگان فیلم اکشن و علمی-تخیلی غارتگران، او را به کارگردانی این فیلم گماشت.
آنتال همچنین در برخی فیلم‌های مجاری به بازیگری پرداخته‌است. وی همچنین نقش کوچکی در فیلم ماشته (۲۰۱۰) به کارگردانی رابرت رودریگز داشته‌است.

## فیلم‌شناسی
- کنترل (۲۰۰۳)
- اتاق خالی (۲۰۰۷)
- زره‌دار (۲۰۰۹)
- غارتگران (۲۰۱۰)
- متالیکا: از ازل تا ابد (۲۰۱۳)
- دزد ویسکی (۲۰۱۷)
- کیفر (۲۰۲۳)